# 어파역
어파역(漁波驛)은 조선민주주의인민공화국 평안남도 평원군 어파로동자구에 위치한 평의선의 철도역이다.
3·1 운동 당시인 1919년 3월 7일, 본 역 주변의 터널 위에서 약 1,000여 명의 군중들이 화톳불을 피우고 시위를 벌이기도 하였다.
1. ↑  “국사편찬위원회 삼일운동 데이터베이스”. 2019년 3월 20일에 확인함.